# ITU World Championship Series 2013
Die World Championship Series 2013 ist eine Triathlon-Rennserie über die „Kurzdistanz“ oder auch „olympische Triathlon-Distanz“. Sie wird seit 2009 vom internationalen Triathlon-Verband ITU (International Triathlon Union) ausgetragen.

## Organisation
Die Distanzen für diese Rennen sind 1,5 km Schwimmen, 40 km Radfahren und 10 km Laufen. Dieser Weltserie wird seit 1989 jährlich von der Internationalen Triathlon Union (ITU) veranstaltet. In der Saison 2013 wurden sieben Rennen sowie das Finale im September in London ausgetragen.

### Wertung
Für die Jahreswertung der Weltmeisterschaft werden neben den acht Rennen der Weltserie auch die anderen Rennen des ITU-Weltcups berücksichtigt:

Beim Finale in London gab es im September für einen Sieg 1200 Punkte und bei den anderen sieben Rennen der Weltserie gab es für einen Sieg 800 Punkte. Bei einem normalen ITU-Weltcup gibt es hingegen nur 300 Punkte. Jede weitere Platzierung bekommt bei diesen Rennen eine festgelegte Punktezahl gutgeschrieben.
Für die Jahreswertung wurden die besten vier Ergebnisse der Weltserie, das letzte Finalrennen sowie maximal zwei Weltcup-Rennen berücksichtigt.

## Ergebnisse

### Männer
| Datum         | Ort       | Gold                  | Zeit    | Silber            | Zeit    | Bronze            | Zeit    |
| 6. Apr. 2013  | Auckland  | Javier Gómez -1-      | 1:55:51 | Mario Mola        | 1:56:03 | João Silva        | 1:56:22 |
| 19. Apr. 2013 | San Diego | Alistair Brownlee -1- | 1:47:16 | Richard Murray    | 1:47:38 | João Silva        | 1:47:52 |
| 12. Mai 2013  | Yokohama  | Jonathan Brownlee -1- | 1:44:59 | Javier Gómez      | 1:45:23 | João Silva        | 1:46:16 |
| 1. Juni 2013  | Madrid    | Jonathan Brownlee -2- | 1:50:42 | Javier Gómez      | 1:51:32 | Ivan Vasiliev     | 1:52:02 |
| 6. Juli 2013  | Kitzbühel | Alistair Brownlee -2- | 0:55:23 | Mario Mola        | 0:56:00 | Sven Riederer     | 0:56:46 |
| 20. Juli 2013 | Hamburg   | Jonathan Brownlee -3- | 0:51:05 | Alistair Brownlee | 0:51:05 | Javier Gómez      | 0:51:14 |
| 25. Aug. 2013 | Stockholm | Alistair Brownlee -3- | 1:43:13 | Javier Gómez      | 1:43:27 | Jonathan Brownlee | 1:43:50 |
| 15. Sep. 2013 | London    | Javier Gómez -2-      | 1:48:16 | Jonathan Brownlee | 1:48:17 | Mario Mola        | 1:49:10 |

### Frauen
| Datum         | Ort       | Gold               | Zeit    | Silber         | Zeit    | Bronze         | Zeit    |
| 6. Apr. 2013  | Auckland  | Anne Haug -1-      | 2:08:20 | Maaike Caelers | 2:08:23 | Felicity Abram | 2:08:33 |
| 20. Apr. 2013 | San Diego | Gwen Jorgensen -1- | 1:59:59 | Non Stanford   | 2:00:03 | Emma Moffatt   | 2:00:03 |
| 11. Mai 2013  | Yokohama  | Gwen Jorgensen -2- | 1:57:05 | Emma Moffatt   | 1:57:19 | Jodie Stimpson | 1:57:20 |
| 2. Juni 2013  | Madrid    | Non Stanford -1-   | 2:04:39 | Anne Haug      | 2:05:05 | Jodie Stimpson | 2:05:14 |
| 6. Juli 2013  | Kitzbühel | Jodie Stimpson     | 1:03:22 | Emma Jackson   | 1:04:21 | Anne Haug      | 1:04:34 |
| 20. Juli 2013 | Hamburg   | Anne Haug -2-      | 0:57:21 | Non Stanford   | 0:57:35 | Jodie Stimpson | 0:57:36 |
| 24. Aug. 2013 | Stockholm | Gwen Jorgensen -3- | 1:55:31 | Non Stanford   | 1:56:20 | Anne Haug      | 1:56:45 |
| 14. Sep. 2013 | London    | Non Stanford -2-   | 2:01:32 | Aileen Reid    | 2:01:57 | Emma Moffatt   | 2:02:00 |

### Gesamtwertung

#### Männer

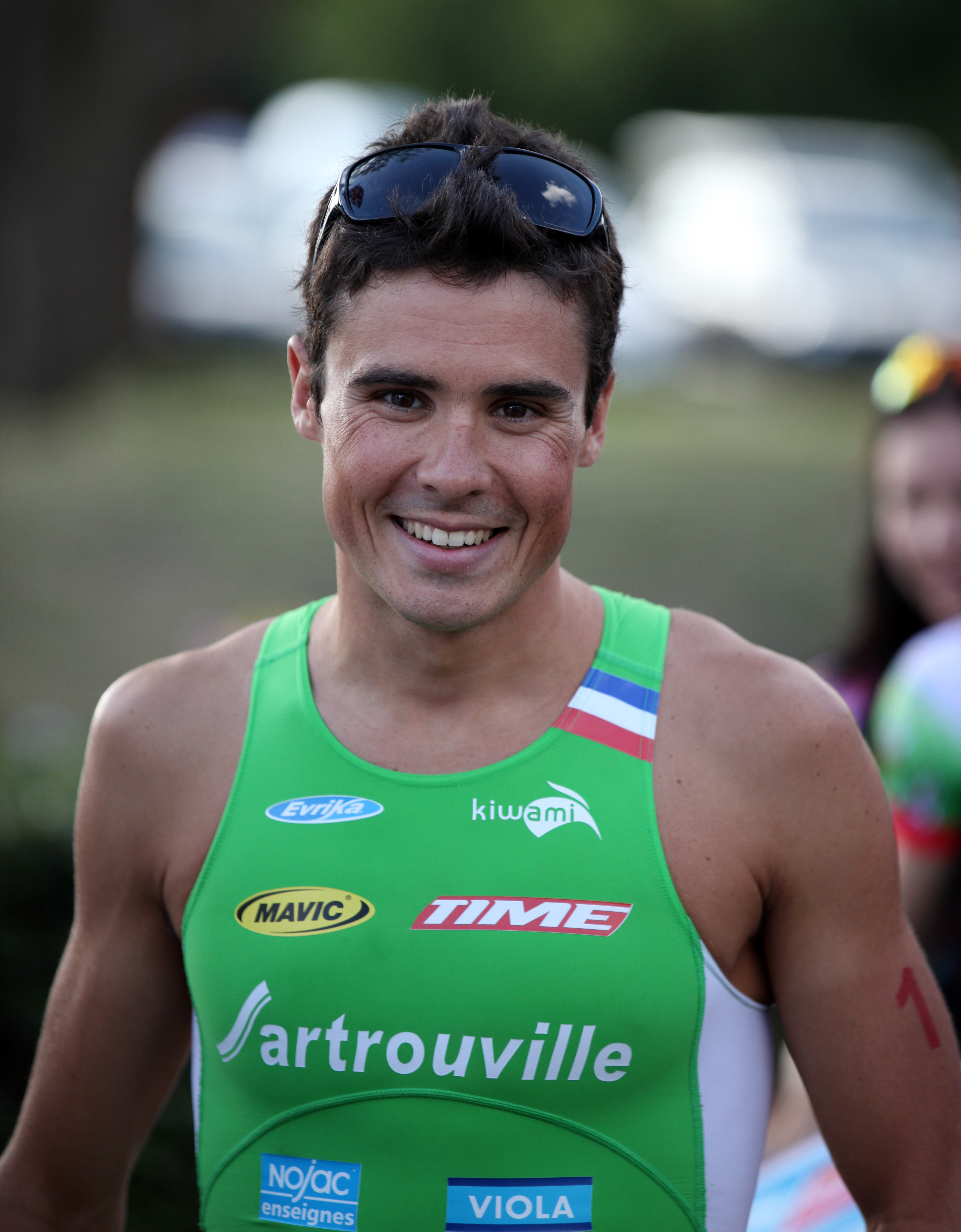
Javier Gómez – Weltmeister auf der Triathlon-Kurzdistanz (2013)

Mit zwei Gold-, drei Silber- und einer Bronzemedaille entschied der Spanier Javier Gómez die Rennsaison 2013 für sich.
| Platz | Land | Athlet                      | Punkte |
| ----- | ---- | --------------------------- | ------ |
| 1     | ESP  | Francisco Javier Gómez Noya | 4.220  |
| 2     | GBR  | Jonathan Brownlee           | 4.195  |
| 3     | ESP  | Mario Mola                  | 3.726  |
| 4     | GBR  | Alistair Brownlee           | 3.140  |
| 5     | RSA  | Richard Murray              | 2.937  |
| 6     | POR  | João Silva                  | 2.795  |
| 7     | FRA  | Laurent Vidal               | 2.680  |
| 8     | CHE  | Sven Riederer               | 2.494  |
| 12    | RUS  | Iwan Wassiljew              | 1.859  |

Stand: 15. September 2013 

#### Frauen

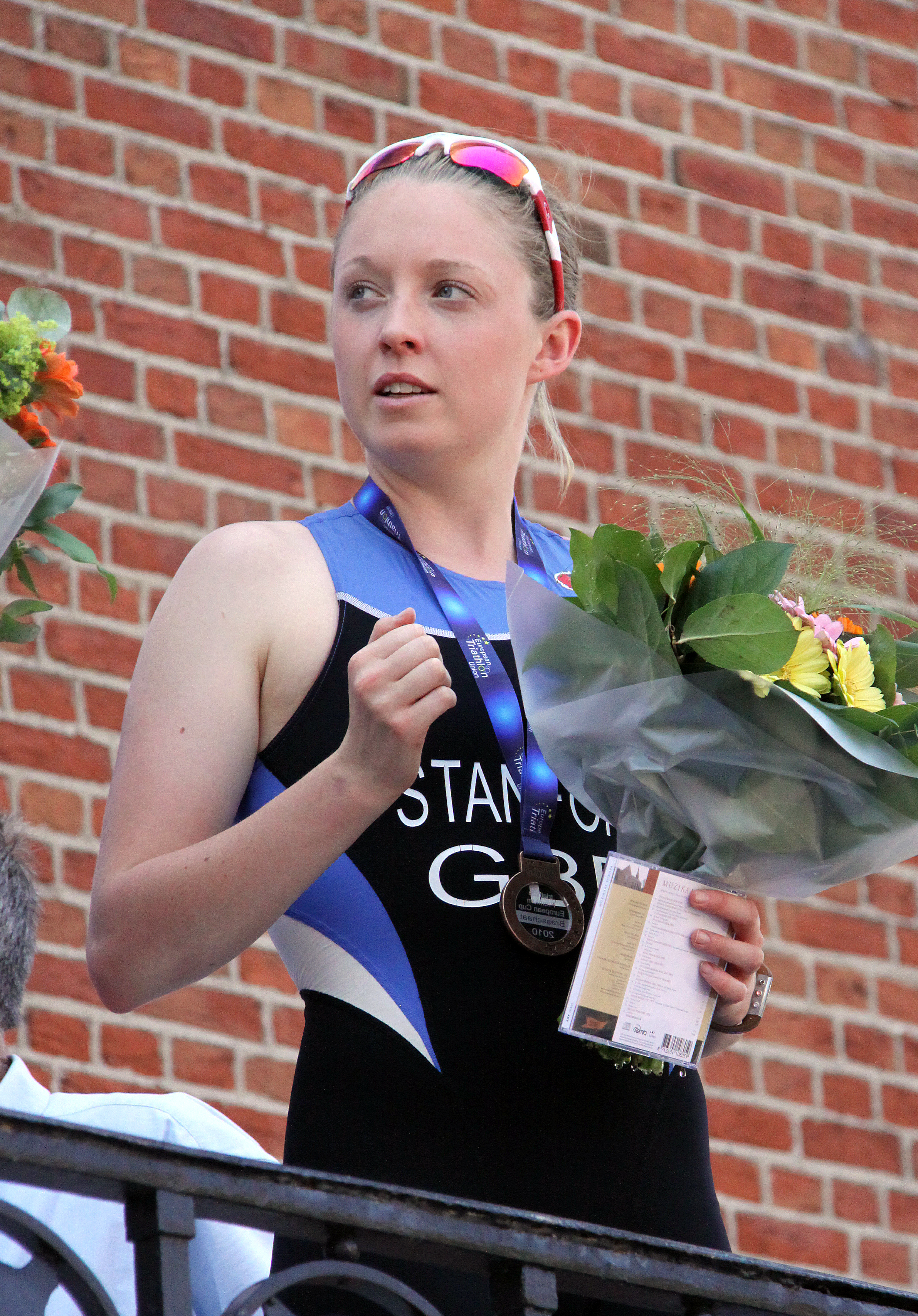
Non Stanford – Weltmeisterin auf der Triathlon-Kurzdistanz (2013)

Mit zwei Gold- und drei Silbermedaillen entschied bei den Frauen die Britin Non Stanford die Rennsaison 2013 für sich.
| Platz | Land | Athletin        | Punkte |
| ----- | ---- | --------------- | ------ |
| 1     | GBR  | Non Stanford    | 4.220  |
| 2     | GBR  | Jodie Stimpson  | 3.805  |
| 3     | DEU  | Anne Haug       | 3.110  |
| 4     | USA  | Gwen Jorgensen  | 3.033  |
| 5     | NZL  | Andrea Hewitt   | 3.004  |
| 6     | AUS  | Emma Moffatt    | 2.906  |
| 7     | AUS  | Ashleigh Gentle | 2.720  |
| 8     | IRL  | Aileen Reid     | 2.681  |
| 9     | USA  | Sarah Groff     | 2.295  |

Stand: 14. September 2013